# 伦敦玛丽女王大学
51°31′23″N 0°02′25″W / 51.52306°N 0.04028°W
伦敦玛丽女王大学（Queen Mary University of London）是英國伦敦大学系統的下属学院，得名于乔治五世的王后特克的玛丽。它由最早附属于人民宫的东伦敦技术学院发展起来，1915年加入伦敦大学系統，於1989年与西菲爾德學院合并，1995年合并了两所医学院。主校区位于伦敦东区麥爾安德。
伦敦玛丽女王大学為罗素大学集团的成員之一，該校設有200多個學位的課程，在全英大學評比中，多數部門的研究評估分為5或5*，其在法律、財金、多媒體、電腦方面表現尤為突出。
伦敦玛丽女王大学的教职工中不乏英國皇家學會、英國科學院、英國皇家醫學科學院和皇家工程院院士。在伦敦玛丽女王大学在校师生和過去的校友中，有9位諾貝爾獎得主 。

## 歷史
伦敦玛丽女王大学的歷史最早可追溯到1785年開始授課的伦敦医院与医学学院（London Hospital Medical College）。

## 名稱
伦敦玛丽女王大学的校名出自于英國君主乔治五世的王后，特克的玛丽（全名为：维多利亚·玛丽·奥古斯塔·路易斯·奥尔加·保琳·克劳丁·阿格尼斯）。玛丽王后的雍容典雅、幽默脱俗，以及她世界性的眼光为世人所称颂，因此除了伦敦玛丽王后大学以外，香港玛丽医院、特里斯坦-达库尼亚玛丽王后峰等等也以她的名字命名。
2000年时，该校在使用玛丽王后学院（Queen Mary, University of London）的同时保留瑪麗王后和西田學院（Queen Mary and Westfield College）的名稱。 2013年，该校已将法定名改为伦敦玛丽女王大学（Queen Mary University of London）。

## 校區
主校區位於麥爾安得路，校區內包括人文和社會學系、科學和工程學系、王后大樓（Queens' Building）、人民宮（People's Palace）、主圖書館、學生會、一些研究中心及幾家餐館以及宿舍。
白教堂校區包含巴特和倫敦醫學及牙科學校、白教堂醫學圖書館、Blizard Institute of Cell and Molecular Scienc和皇家倫敦醫院。
西史密斯菲爾德校區則也包含一部份的巴特和倫敦醫學及牙科學校、西史密斯菲爾德醫學圖書館、沃爾福森預防醫學研究所、約翰范恩科學中心、心臟中心。聖巴塞洛繆醫院則位於史密斯菲爾德。
商法研究中心則在霍爾本的林肯營田。

## 組織構架
伦敦玛丽女王大学和西菲爾德學院都是在1989年接受皇家憲章的，隨後又在1995年因合併巴特和倫敦醫科及牙科學校、2008年因樞密院授予其頒發學位許可以及2010年7月的政府報告三度更改。
伦敦玛丽女王大学也是1993年慈善法令下的“豁免慈善”機構。自2010年6月起，英格蘭高等教育撥款委員會成為其主管機構。

### 院系及學校
| 院系                     | 員工數 | 本科生數 | 研究生數 | 年收入  |
| 人文與社會科系           | 400    | 4,000    | 2,300    | £4300萬 |
| 科學與工程系             | 600    | 3,000    | 800      | £5300萬 |
| 巴特和倫敦醫學及牙科學校 | 1,000  | 2,300    | 1,000    | £1.10億 |

這三個系又可分為：
| - 人文與社會科系（Faculty of Humanities and Social Sciences） - 商業管理學校（School of Business and Management） - 經濟金融學校（School of Economics and Finance） - 英語與戲劇學校（School of English and Drama） - 英語部（Department of English） - 戲劇部（Department of Drama） - 語言、語言學及電影學校（School of Languages, Linguistics and Film） - 比較文學（Comparative Literature） - 電影研究（Film Studies） - 法語（French） - 德語（German） - 伊比利亞和拉丁美洲研究（Iberian and Latin American Studies） - 語言學（Linguistics） - 俄語（Russian） - 地理學學校（School of Geography） - 歷史學學校（School of History） - 法律學校（School of Law） - 商法研究中心（Centre for Commercial Law Studies） - 法學部（Department of Law） - 政治和國際關係學校（School of Politics and International Relations） | - 醫科和牙科系（Faculty of Medicine and Dentistry） - 巴特和倫敦醫學及牙科學校（Barts and The London School of Medicine and Dentistry） - 巴特癌癥研究所（Barts Cancer Institute） - （The Blizard Institute） - 牙科研究所（Institute of Dentistry） - 健康科學教育研究所（Institute of Health Sciences Education） - 威廉哈威研究機構（William Harvey Research Institute） - 沃爾福森預防醫學研究所（Wolfson Institute of Preventive Medicine） - 細胞中心（The Centre of the Cell） | - 科學和工程學系（Faculty of Science and Engineering） - 生物及化學科學學校（School of Biological and Chemical Sciences） - 電子工程學和計算機科學學校（School of Electronic Engineering and Computer Science） - 計算機中心（Computer Science） - 電子工程學（Electronic Engineering） - 工程和材料學學校（School of Engineering and Materials Science） - 生物醫學材料學科間研究中心（Interdisciplinary Research Centre in Biomedical Materials） - 數學學校（School of Mathematical Sciences） - 物理學和天文學學校（School of Physics and Astronomy） - 心理學研究中心（Research Centre in Psychology） |

### 財政
2011年7月31日結束的財年中，伦敦玛丽女王大学總收入（包括合資企業）為2.971億英鎊（前一財年為2.8982億英鎊），總支出為2.9535億英鎊（前一財年為2.9156億英鎊） 。主要收入來源是1.0002億英鎊的資助機構撥款（前一年為1.0397億英鎊）、8280萬英鎊的學費（前一年為7622萬英鎊）、7366萬英鎊的研究補助及合同）以及117萬英鎊的捐贈和投資收益（前一年為148萬英鎊）。 2010/11財年資本支出為4253萬英鎊（前一年為4561萬英鎊）。
同年淨資產3.0079億英鎊（前一年為2.9138億英鎊）。

## 諾貝爾獎得主
截至目前，在伦敦玛丽女王大学的校友和現在及過去的成員中，有9位諾貝爾獎得主。
- 羅納德·羅斯，1902年諾貝爾生理學或醫學獎
- 埃德加·阿德里安，1932年諾貝爾生理學或醫學獎
- 亨利·哈利特·戴爾，1936年諾貝爾生理學或醫學獎
- 約翰·范恩，1982年諾貝爾生理學或醫學獎
- 約瑟夫·羅特布拉特，1995年諾貝爾和平獎
- 彼得·曼斯菲爾德，2003年諾貝爾生理學或醫學獎
- 高錕，2009年諾貝爾物理學獎
- 馬里奧·巴爾加斯·略薩，2010年諾貝爾文學獎
- 彼得·拉特克利夫，2019年諾貝爾生理學或醫學獎

## 學術排名

### 2016-2020年世界排名
|                            | 2020 | 2019 | 2018 | 2017 | 2016 |
| -------------------------- | ---- | ---- | ---- | ---- | ---- |
| QS世界大學排名             | 126  | 119  | 127  | 123  | 110  |
| 泰晤士高等教育世界大學排名 | 94   | 98   | 121  | 113  | 94   |

### 2016-2020年國內排名
|              | 2020 | 2019 | 2018 | 2017 | 2016 |
| ------------ | ---- | ---- | ---- | ---- | ---- |
| 衛報大學排名 | 83   | 83   | 44   | 34   | 38   |
| 完全大學指南 | 41   | 38   | 34   | 31   | 33   |

## 國際交流合作
伦敦玛丽女王大学于2004年与北京邮电大学合作开办了电信工程及管理专业与电子商务及法律专业，2011年增设物联网工程专业。（由北京邮电大学国际学院负责培养）
伦敦玛丽女王大学于2017年与西北工业大学合作开办了西北工业大学伦敦玛丽女王大学工程学院，于2013年始与南昌大学合作开办了南昌大学玛丽女王学院（中英联合培养临床医学类专业）。

## 外部連結
- Queen Mary, University of London website （页面存档备份，存于）
- Queen Mary Students' Union (QMSU) （页面存档备份，存于）
- Queen Mary, University of London student lists
- Queen Mary, University of London military personnel,1914–1918 （页面存档备份，存于）